# Zeestreepvaren
De zeestreepvaren (Asplenium marinum) is een varen uit de streepvarenfamilie (Aspleniaceae) die voorkomt langs de Europese kusten van de Atlantische Oceaan en het Middellandse Zeegebied.

## Naamgeving enetymologie
- Duits: Meer-Streifenfarn
- Engels: Sea spleenwort
- Frans: Doradille marine, asplénium marine

De botanische naam Asplenium is afgeleid van Oudgrieks ἄσπληνον, asplēnon (= miltkruid). De soortaanduiding marinum verwijst naar de zee.

## Kenmerken

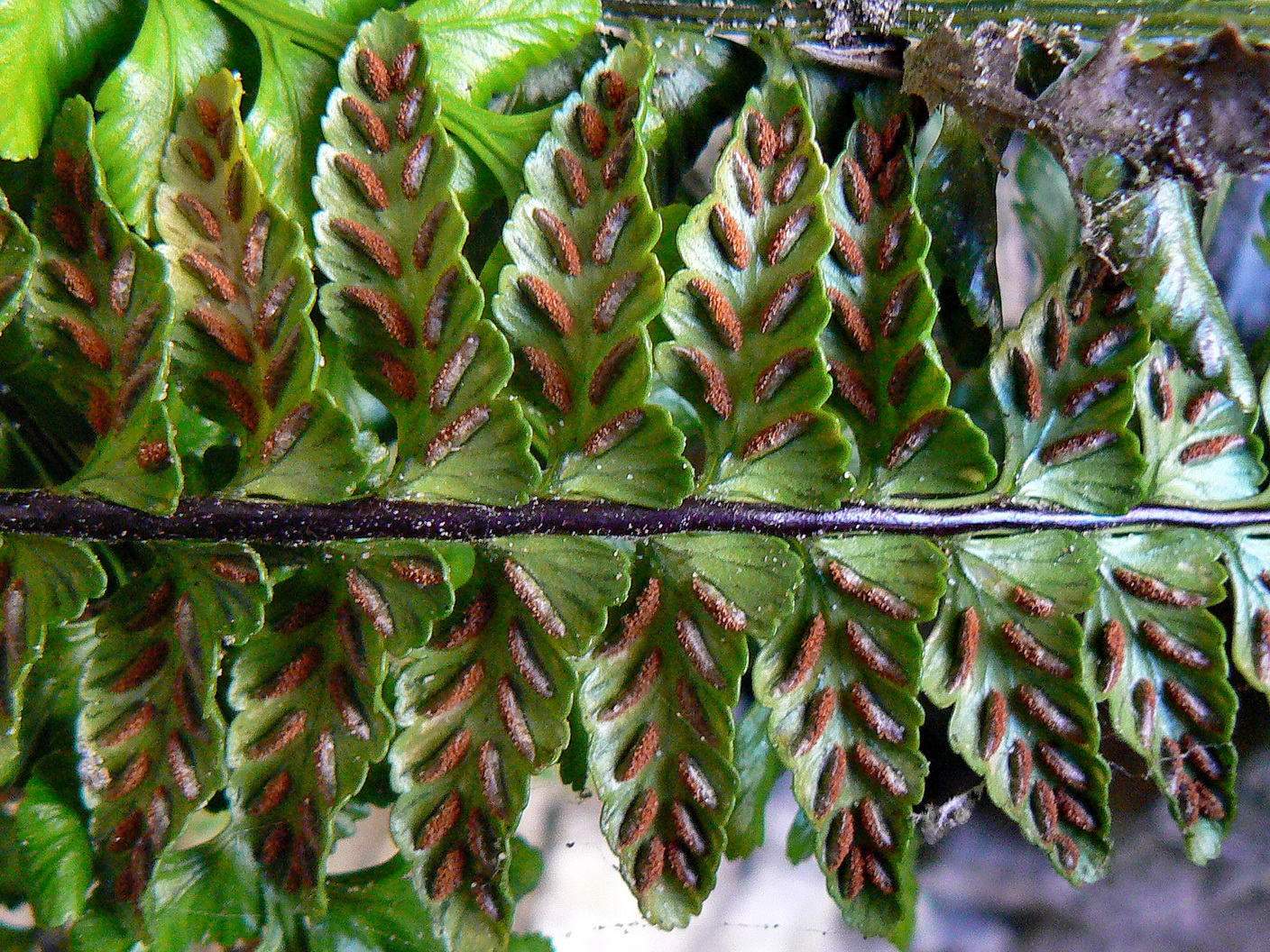
Zeestreepvaren, sporenhoopjes op de onderkant van het blad

De zeestreepvaren is een kleine (tot 40 cm), altijdgroene terrestrische of lithofytische varen (hemikryptofyt) met korte, rechtopstaande rizomen en in bundels geplaatste bruine bladstelen.
De bladen zijn langer dan de steel, eenvormig, de bladschijf ovaal of lancetvormig, stevig, lederachtig, slechts eenmaal gedeeld. De acht tot twintig blaadjes van tweede orde zijn dikwijls asymmetrisch gevormd, met een lob aan de topzijde, de bladrand gekarteld.
De sporenhoopjes zijn streepvormig en liggen in paren halverwege tussen de bladrand en de middennerf aan de onderzijde van het blad, bedekt met een dekvliesje.

## Habitaten verspreiding
De zeestreepvaren komt voor op kliffen en rotsen vlak aan zee, soms zelfs binnen de spatzone, langs de kusten van de Atlantische Oceaan vanaf het zuiden van Noorwegen, het noorden en westen van Groot-Brittannië, de westkust van Frankrijk en de noordkust van Spanje en in de Middellandse Zee tot in Turkije.

## Verwante en gelijkende soorten
De zeestreepvaren kan door zijn vorm en habitat nauwelijks verward worden met enige andere varen.
... · 
A. adiantum-nigrum (Zwartsteel) · 
A. adulterinum · 
A. aethiopicum · 
A. ×alternifolium · 
A. anceps · 
A. aureum · 
A. azoricum · 
A. billotii (Lancetvormige streepvaren) · 
A. bulbiferum · 
A. ceterach (Schubvaren) · 
A. cuneifolium · 
A. filare · 
A. fissum · 
A. fontanum (Genaalde streepvaren) · 
A. foreziense (Forez-streepvaren) · 
A. hemionitis · 
A. jahandiezii · 
A. lepidum · 
A. lolegnamense · 
A. majoricum · 
A. marinum (Zeestreepvaren) · 
A. nidus (Nestvaren) · 
A. obovatum · 
A. octoploideum · 
A. onopteris · 
A. petrarchae · 
A. ruta-muraria (Muurvaren) · 
A. scolopendrium (Tongvaren) · 
A. seelosii · 
A. septentrionale (Noordse streepvaren) · 
A. trichomanes (Steenbreekvaren) · 
A. trichomanes subsp. coriaceifolium · 
A. trichomanes subsp. pachyrachis · 
A. trichomanes subsp. quadrivalens · 
A. trichomanes subsp. trichomanes · 
A. viride (Groensteel) · 
A. viviparum · 
...